# Gmina Grodziec
Die Gmina Grodziec ist eine Landgemeinde im Powiat Koniński der Woiwodschaft Großpolen in Polen mit etwa mit 5100 Einwohnern. Ihr Sitz ist das gleichnamige Dorf mit 1700 Einwohnern.

## Geographie

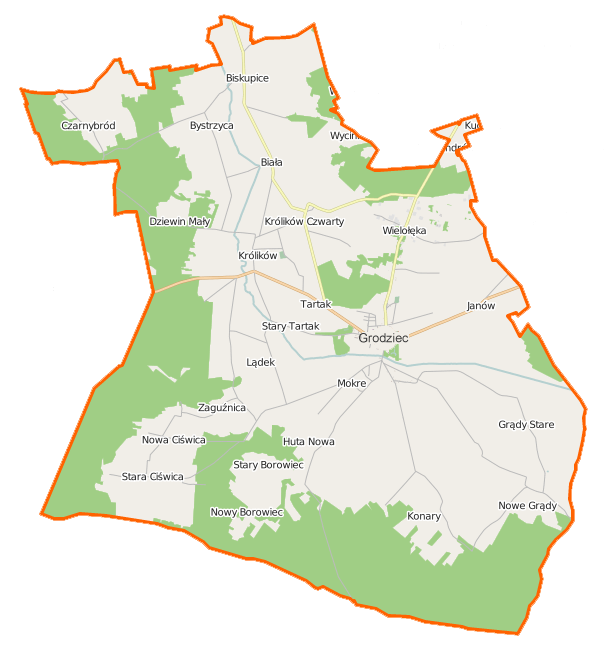
Karte der Landgemeinde

Die Gemeinde liegt im Osten den Woiwodschaft, zwanzig Kilometer südlich der Kreisstadt Konin und zehn Kilometer nördlich der Stadt Stawiszyn. Posen liegt 80 Kilometer westlich, Łódź etwa 90 Kilometer östlich. Angrenzende Nachbargemeinden sind Rzgów im Norden, Rychwał im Osten, Stawiszyn sowie Blizanów im Süden, Chocz im Südwesten, Gizałki im Westen und Zagórów im Nordwesten. Die Gemeinde hat eine Flächenausdehnung von 117,7 km², 56 Prozent werden landwirtschaft- und 37 Prozent forstwirtschaftlich genutzt.

## Verwaltungsgeschichte
Nach der zweiten Teilung Polens gehörte die Region von 1793 bis 1807 zu Preußen. Von der Provinz Südpreußen kam das Gebiet 1807 zum Herzogtum Warschau und 1815 zum russisch beherrschten Kongresspolen. Im Jahr 1918 wurde Grodziec Teil der Zweiten Polnischen Republik.
Mit dem Überfall auf Polen wurde das Gemeindegebiet deutsch besetzt und kam mit dem Landkreis Konin zum Regierungsbezirk Posen im Reichsgau Wartheland. Grodziec erhielt 1939 den Namen Großdorf und wurde 1943 in Grödschütz umbenannt.
Die Landgemeinde wurde 1954 in Gromadas aufgeteilt und 1973 wieder gebildet. Der Powiat wurde 1975 aufgelöst und die Gemeinde kam von der Woiwodschaft Posen zur Woiwodschaft Konin. Seit Januar 1999 gehört die Gemeinde zur Woiwodschaft Großpolen und wieder zum Powiat Kaliski.
Einwohnerzahlen:
- 1995: 5287
- 2000: 5314
- 2005: 5247
- 2011: 5288 (Volkszählung)
- 2015: 5246
- 2020: 5131

## Gliederung
Zur Landgemeinde Grodziec gehören folgende 18 Orte mit einem Schulzenamt (sołectwo):
Biała
Biała Kolonia
Biskupice
Bystrzyca
Czarnybród
Grodziec
Janów
Junno
Królików
Królików Czwarty
Lądek
Łagiewniki
Nowe Grądy
Stary Borowiec
Stara Ciświca
Stare Grądy
Wielołęka
Zaguźnica
Weitere Ortschaften der Gemeinde sind:
Aleksandrówek
Biskupice-Kolonia
Konary
Lipice
Mokre
Nowa Ciświca
Nowa Huta
Nowy Borowiec
Stara Huta
Stary Tartak
Tartak
Wycinki

## Denkmalgeschützte Sehenswürdigkeiten und Naturdenkmale

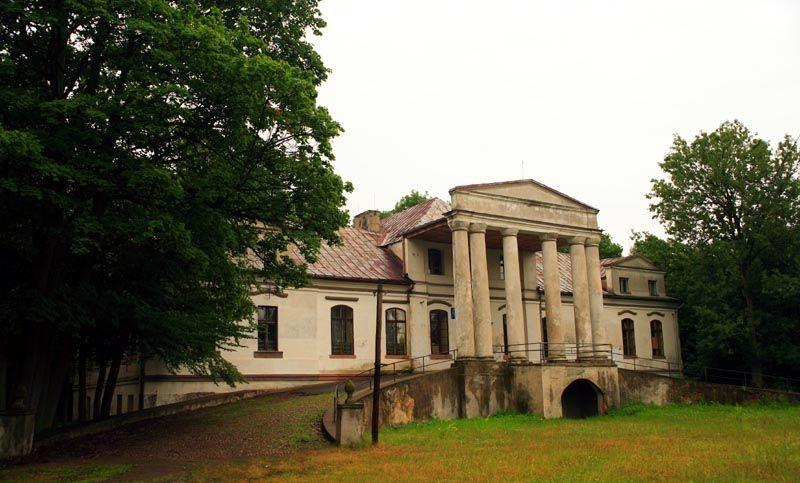
Schlösschen von Grodziec

Das Schlösschen aus dem 18. Jahrhundert wurde unter der Nummer 23/336 am 22. Januar 1949 in das nationale Denkmalregister der Woiwodschaft aufgenommen, der Park am 16. Dezember 1949 (Nummer A36). Das Gutshaus stammt von 1830 und wurde am 12. September 1969 unter Schutz gestellt (Nummer 732/A). Die neugotische Pfarrkirche vom Ende des 19. Jahrhunderts wurde mit dem Kirchhof und Pfarrhaus aus gleicher Zeit unter dem Eintrag 311/53 vom 14. Mai 1984 geschützt. Im Hauptort der Gemeinde sind eine Gruppe von 29 Hainbuchen und eine Gruppe von neun Eichen als Naturdenkmale ausgewiesen.

## Verkehr
Die Woiwodschaftsstraße DW443 führt von Jarocin (Jarotschin) nach Tuliszków (Tuliszkow). Der nächste Bahnhof ist Konin.
Die nächsten internationalen Flughäfen sind Poznań-Ławica und Łódź-Lublinek.